# مسابقه خودروی خورشیدی

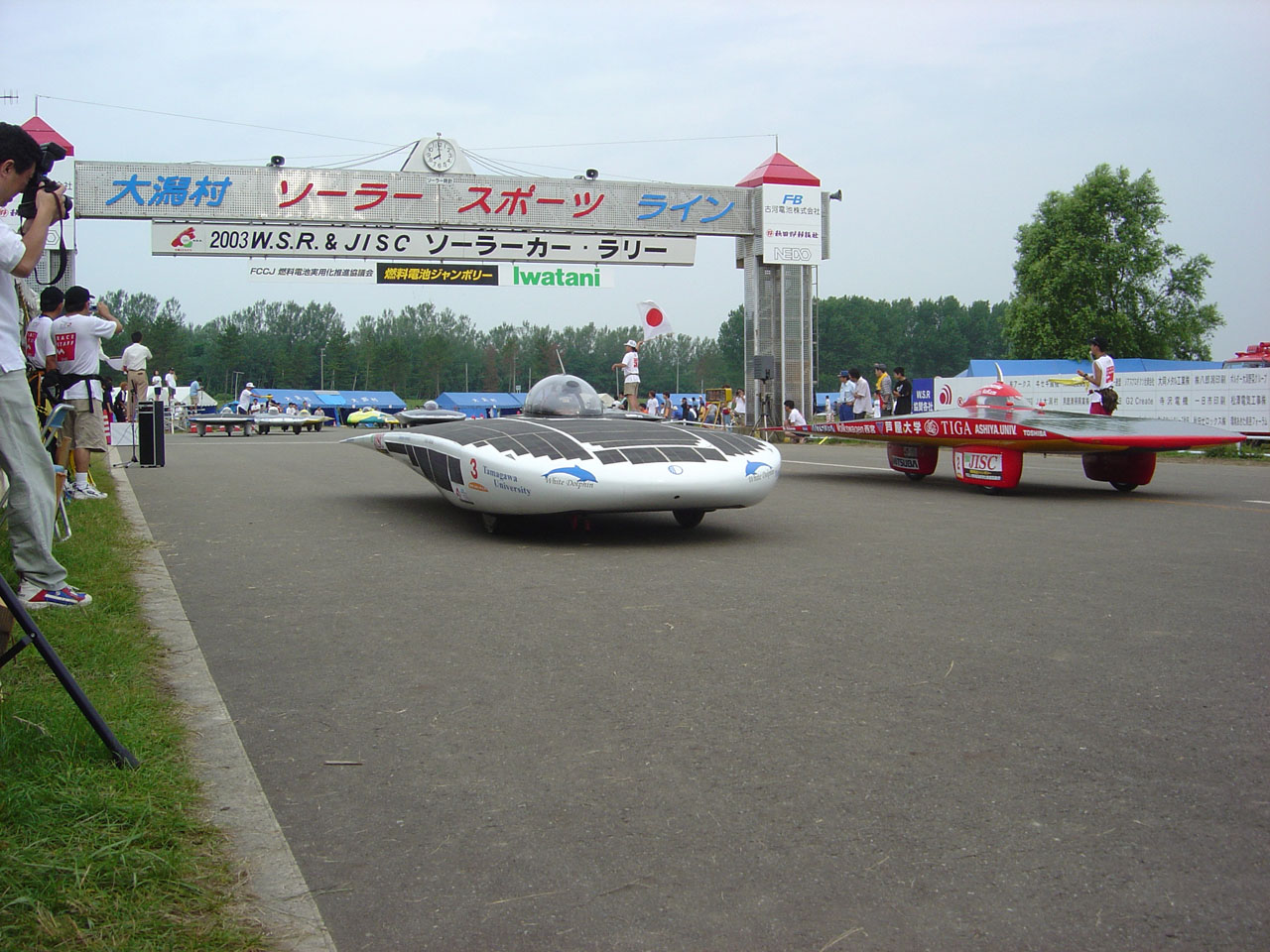
یک مسابقه خودروی خورشیدی در سال ۲۰۰۹

مسابقه خودروی خورشیدی (به انگلیسی: Solar car racing) به مسابقات رقابتی بین وسایل نقلیه الکتریکی گفته می‌شود که منبع انرژی حرکتی آنها با استفاده از انرژی خورشیدی تابیده شده بر صفحات خورشیدی نصب شده روی سطح بدنه اتومبیل تأمین می‌شوند (خودروهای خورشیدی). اولین مسابقه خودرو خورشیدی تور د سل در سال ۱۹۸۵ برگزار شد که منجر به چندین مسابقه مشابه در اروپا، آمریکا و استرالیا شد. معمولاً چنین چالش‌هایی توسط دانشگاه‌ها برای توسعه مهارتهای مهندسی و فناوری دانشجویان برگزار می‌شود، اما با گذشت زمان بسیاری از شرکتهای تجاری وارد این گونه مسابقات شده‌اند. تعداد کمی از تیم‌های دبیرستان در مسابقات اتومبیلرانی خورشیدی که مخصوص دانش آموزان دبیرستان طراحی شده‌است شرکت می‌کنند.